# أندرو ساذرلاند
أندرو ساذرلاند هو سياسي نيوزيلندي، ولد في 13 سبتمبر 1882، وتوفي في 2 مايو 1961. انتخب عضو مجلس النواب النيوزيلندي ‏.